# 프리데크미스테크

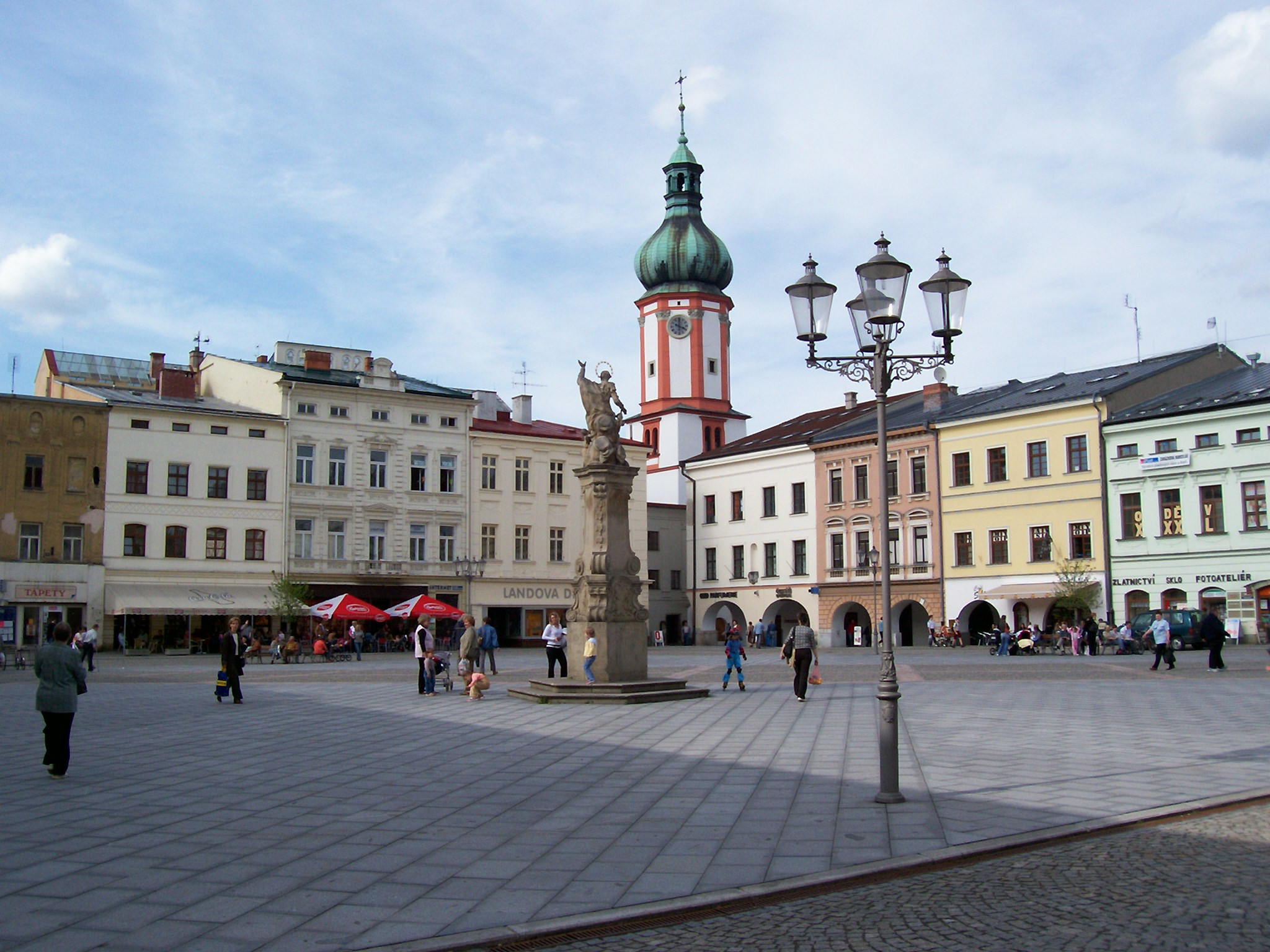
프리데크미스테크 광장

프리데크미스테크(체코어: Frýdek-Místek, 폴란드어: Frydek-Mistek, 독일어: Friedeck-Mistek)는 체코 모라바슬레스코 주에 위치한 도시로 면적은 51.59km2, 높이는 291m, 인구는 59,416명(2006년 12월 기준), 인구 밀도는 1,152명/km2이다. 도시 이름은 오스트라비체 강을 경계로 서로 나뉘어 있는 프리데크(Frýdek) 마을과 미스테크(Místek) 마을이 1943년 1월 1일을 기해 하나로 통합되면서 붙여진 이름이다.

시기
시 문장

## 인구
| 연도           | 인구   | ±%     |
| -------------- | ------ | ------ |
| 1869           | 13,617 | —      |
| 1880           | 14,989 | +10.1% |
| 1890           | 17,413 | +16.2% |
| 1900           | 20,902 | +20.0% |
| 1910           | 22,914 | +9.6%  |
| 1921           | 22,473 | −1.9%  |
| 1930           | 26,379 | +17.4% |
| 1950           | 27,002 | +2.4%  |
| 1961           | 31,364 | +16.2% |
| 1970           | 42,608 | +35.9% |
| 1980           | 55,191 | +29.5% |
| 1991           | 63,808 | +15.6% |
| 2001           | 61,400 | −3.8%  |
| 2011           | 56,356 | −8.2%  |
| 2021           | 53,698 | −4.7%  |
| 출처: Censuses |        |        |